# Билял Мустафов
Билял Мустафов е български футболист, роден на 5 ноември 1988 г. в град Дряново. Играе на поста централен защитник. Минава през школите на Локомотив (Дряново) и Етър 1924 (Велико Търново), за да стигне до Черноморец. С отбора записва мачове в А група през сезон 2006/2007 г.
След разпадането на клуба, Билял Мустафов минава на проби през няколко отбора, сред които Видима-Раковски и Етър 1924. През есента на 2007 г. подписва с втородивизионния Янтра (Габрово). Контузия в началото на шампионата не му дава шанс да се наложи в отбора. В началото на 2008 г. се връща в родния Локомотив (Дряново).
От 2009 преминава в кипърския АЕЗ Закаки, където записва общо 90 мача и 15 гола в 3-та и 2-ра дивизия. От началото на 2013 Заминава за Германия и се състезава за FC Türkiye Hamburg, с който през сезон 2014/15 печели първото място и промоция за Оберлига Хамбург.